# Papaver guerlekense
Papaver guerlekense är en vallmoväxtart som beskrevs av Otto Stapf. Papaver guerlekense ingår i släktet vallmor, och familjen vallmoväxter. Inga underarter finns listade i Catalogue of Life.